# Vriesea cathcartii
Vriesea cathcartii là một loài thực vật có hoa trong họ Bromeliaceae. Loài này được H.Luther miêu tả khoa học đầu tiên năm 1995.